# Loving (película)
Loving es una película británica-estadounidense de drama de 2016 dirigida y escrita por Jeff Nichols. Cuenta la historia de Richard y Mildred Loving, un matrimonio estadounidense que huyó de su estado natal de Virginia debido a las leyes estatales que prohibían el matrimonio interracial en los años 60.
Los papeles principales fueron interpretados por Joel Edgerton y Ruth Negga, y Michael Shannon y Nick Kroll en papeles secundarios. El rodaje de la película comenzó en Richmond, Virginia, el 16 de septiembre de 2015 y terminó el 19 de noviembre del mismo año. Los lugares utilizados para Loving se basaron principalmente en Richmond, y también tuvieron logar en los condados de Queen, Caroline, Central Point y Bowling Green.   
Loving comenzó con un lanzamiento limitado en los Estados Unidos a partir del 4 de noviembre de 2016, antes de una gran liberación, el 11 de noviembre de 2016. La película recibió elogios de la crítica, y fue nombrada una de las mejores películas del 2016 por varios medios de comunicación y por críticos del cine. La película fue nominada para la Palma de Oro en el Festival de Cannes de 2016. Fue estrenada el 4 de noviembre de 2016 por Focus Features. También, ha sido nominada en los Globo de Oro y Ruth Negga consigue su primera nominación en los Premios Oscar como Mejor Actriz.

## Argumento
La historia real de Mildred y Richard Loving, una pareja que se casó en Virginia en 1958. Debido a la naturaleza interracial de su matrimonio, fueron arrestados, encarcelados y exiliados. Durante una década la pareja luchó por su derecho a regresar a casa.

## Reparto
- Joel Edgerton como Richard Loving. Un hombre blanco-rubio proveniente de Virginia, Estados Unidos. Trabaja como albañil, y es el marido de Mildred.
- Ruth Negga como Mildred Loving. Una mujer dulce, de voz suave, joven de color y americana ascendencia india, cuyo matrimonio con Richard logra violar las leyes estatales del matrimonio interracial.
- Marton Csokas como Sheriff Brooks. Una poderosa figura local del condado de Caroline, a quien todos temen y conocen.
- Nick Kroll como Bernie Cohen. El abogado voluntario que representa Richard y Mildred Loving. Este los lleva a un juicio y les pide que se declaren culpables, para así tener la libertad de marcharse.
- Michael Shannon como Grey Villet. Un fotógrafo independiente que está comisionado por la revista LIFE para crear un ensayo fotográfico sobre los Lovings.
- Jon Bass como Phil Hirschkop.
- Bill Camp como Frank Beazley.
- David Jensen como Juez Bazile.
- Terri Abney como Garnet Jeter.
- Alano Miller como Raymond Green.
- Sharon Blackwood como Lola Loving.
- Christopher Mann como Theoliver Jeter.
- Michael Abbott Jr.

## Producción
El 8 de mayo de 2015, se anunció que Jeff Nichols podría escribir y dirigir Loving sobre la pareja de 1967, un caso de derechos civiles en Loving v. Virginia, Mildred y Richard Loving, con Joel Edgerton y Ruth Negga de protagonistas. Raindog Films yThe Zoo desarrollarían la película, y Big Beach financiaría la película, mientras que los productores serían Nancy Buirski, Sarah Green, Colin Firth, Ged Doherty, Marc Turtletaub, y Peter Saraf. La película está inspirada en el documental de Buirski titulado "The Loving Story". En septiembre de 2015, Nick Kroll, Jon Bass, Marton Csokas, Bill Camp y Michael Shannon se unieron al reparto.

### Rodaje
El rodaje de la película comenzó el 16 de septiembre de 2015 en Richmond, Virginia. El gobernador de Virginia , Terry McAuliffe, anunció, el 14 de mayo de 2015, que Virginia ha sido seleccionado como el lugar de rodaje de Loving. El 14 de mayo de 2015, Andy Edmunds, director de la Oficina de Cine de Virginia , confirmó que el rodaje tendrá lugar del Condado de Caroline. El 16 de junio de 2015, se anunció que Ged Doherty, Colin Firth, Nancy Buirski, Sarah Green, Marc Turtletaub y Peter Saraf mantuvieron tres casting de llamadas abiertas a personas de todas las edades y orígenes étnicos el 25 de junio, 27 de junio y 28 de junio, con más de cuatro mil personas que se encontraban en las fueras. El rodaje se confirmó haber comenzado en Richmond, Virginia, con un plan de rodaje que originalmente se hacía del 16 de septiembre al 27 de octubre de 2015, aunque fue alterado para terminar el 19 de noviembre de 2015.

### Diseño de vestuario
El diseñador de vestuario Erin Benach, ha explicado que para Loving tenía una gran cantidad de imágenes históricas y rico material para tamizar y llevarla a cabo. También habló de querer extender su investigación a través de una búsqueda en la región de las personas que se encontraban en ese lugar y en ese momento, Benach ha dicho, «¿Qué hicieron las personas que viven allí, se parecen? ¿Qué llevan? Obtendrán todo eso mirando a través de las imágenes del lugar y de la gente como lo fueron durante ese tiempo». Benach reconoció las dificultades para retratar el paso del tiempo de una manera naturalista, auténtica, aunque las observaciones del sutilmente desplazan la moda a la que se adhiere a como uno no desear.

### Diseño de producción
El diseñador de producción Chad Keith, quien trabajó con Nichols años anteriores, comento que el mayor reto creativo era hacer justicia a los Loving, mientras que también reconoce su interés en trabajar en una película sobre la vida real los seres. El mismo director, Nichols, habló de cómo ambos,  Keith y el diseñador de vestuario Erin Benach tenían la idea de producir el «período correcto.»
Keith habló de Adam Stone y sus experiencias de búsqueda de ubicaciones existentes que se pueden tomarse, y una vez encontrados los dos hombres pasaron mucho tiempo de exploración. Keith más adelante se explica que: «Una vez que encuentre la ubicación perfecta, se va a empezar de cero, ya que la experiencia es divertida.» También habló de su enfoque inflexible de no colocar un objeto que no es necesario estar en la pantalla.

## Estreno
En febrero de 2016, Focus Features adquiere los derechos de distribución de la película. La película tuvo su estreno mundial en el Festival de Cannes, el 16 de mayo de 2016, donde fue seleccionaa para competir por la Palma de Oro. La película fue estrenada el 4 de noviembre de 2016.

## Música
La banda sonora fue compuesta por David Wingo. Jeff Nichols deseaba que la banda sonora de Loving sea de orquesta clásica, y que sonara no contemporánea. Wingo consideró que Loving no debería tener grandes temas ni canción oficial, porque ambos radicales, Richard y Mildred, eran gente muy tímida, reservada, pero con mucha gracia y belleza.

### Lista
Todas las canciones escritas y compuestas por David Wingo, except where noted. 
| N.º | Título                 | Duración |  |
| 1.  | «Proposal»             | 1:16     |  |
| 2.  | «Arrest»               | 3:07     |  |
| 3.  | «Sheriff»              | 2:11     |  |
| 4.  | «Time Passing»         | 2:06     |  |
| 5.  | «Leaving Jail»         | 1:26     |  |
| 6.  | «Leaving Home»         | 1:22     |  |
| 7.  | «D.C.»                 | 2:10     |  |
| 8.  | «Hand Off»             | 3:10     |  |
| 9.  | «Call the Lawyer»      | 3:09     |  |
| 10. | «The Letter»           | 1:05     |  |
| 11. | «Phone Call»           | 1:02     |  |
| 12. | «Bernard Cohen»        | 1:31     |  |
| 13. | «Baseball Game»        | 1:15     |  |
| 14. | «Leaving D.C.»         | 2:30     |  |
| 15. | «Farmhouse»            | 1:55     |  |
| 16. | «Bernie and Phil»      | 0:51     |  |
| 17. | «Brick»                | 2:15     |  |
| 18. | «The Decision»         | 2:06     |  |
| 19. | «Home»                 | 2:56     |  |
| 20. | «Loving» (Ben Nichols) | 2:54     |  |